# Maurice Janet

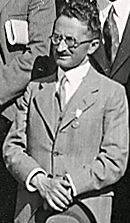
Maurice Janet

Maurice Janet (* 24. Oktober 1888 in Grenoble; † 17. Januar 1983) war ein französischer Mathematiker. Er war Professor in Caen und nach dem Zweiten Weltkrieg an der Sorbonne.

## Leben und Werk
Janet wurde 1920 an der Universität Paris mit der Schrift Sur les systéms d'équations aux dérivées partielles promoviert.
Nach ihm sind Janet-Basen, Janet-Folgen und ein zugehöriger Algorithmus in der Theorie der Systeme partieller Differentialgleichungen benannt. 1926 bewies er Resultate im Vorfeld des späteren Einbettungssatzes von Nash. Er hielt Vorlesungen über Analysis und partielle Differentialgleichungen, Laplace-Transformationen und Integralgleichungen, mathematische Gleichungen der Physik, Mechanik und Himmelsmechanik (einschließlich Stabilitätsfragen). In den 1950er und 1960er Jahren leitete er ein Seminar über Mechanik und Himmelsmechanik an der Sorbonne in Paris.
1948 war er Präsident der Société Mathématique de France.
Er war ein Freund des Mathematikers Ernest Vessiot. Janet war Invited Speaker auf den Internationalen Mathematikerkongressen 1924 in Toronto (Sur les systèmes linéaires d´hypersurfaces), 1932 in Zürich (Détermination explicite des certains minima) und 1936 in Oslo (Sur les systèmes des deux équations aux dérivées partielles à deux fonctions inconnues).

## Schriften
- Sur les systèmes d'équations aux dérivées partielles, Paris : Gauthier-Villars et Cie , 1920
- Les systèmes d'équations aux dérivées partielles, Paris : Gauthier-Villars , 1927
- Leçons sur les systèmes d'équations aux dérivées partielles, Paris : Gauthier-Villars , 1929
- Cours de calcul différentiel et integral, Band 1, Notions fondamentales, dérivées, aris : Centre de documentation universitaire , 1934
- Cours d'analyse supérieure : équations intégrales et apllications à certains problèmes de la physique-mathématique / Maurice Janet / Paris : Centre de documentation universitaire , 1935
- Notice sur les travaux scientifiques, Paris : Gauthier-Villars , 1937
- Equations intégrales et applications à certains problèmes de la physique mathématique, Paris : Gauthier-Villars , 1941
- Les Invariants intégraux: Applications à la mécanique céleste, Paris : Centre de Documentation Universitaire , 1954
- Précis de calcul matriciel et de calcul opérationnel, Paris : Presses universitaires de France , 1954
- Harmonics and spectra, Volterra´s ideas, Fredholm´s equation, Hilbert space, Classical Physics and Modern Physics, in Francois Le Lionnais, Great Currents of Mathematical Thought, 1962, Dover 1971